# Colorno

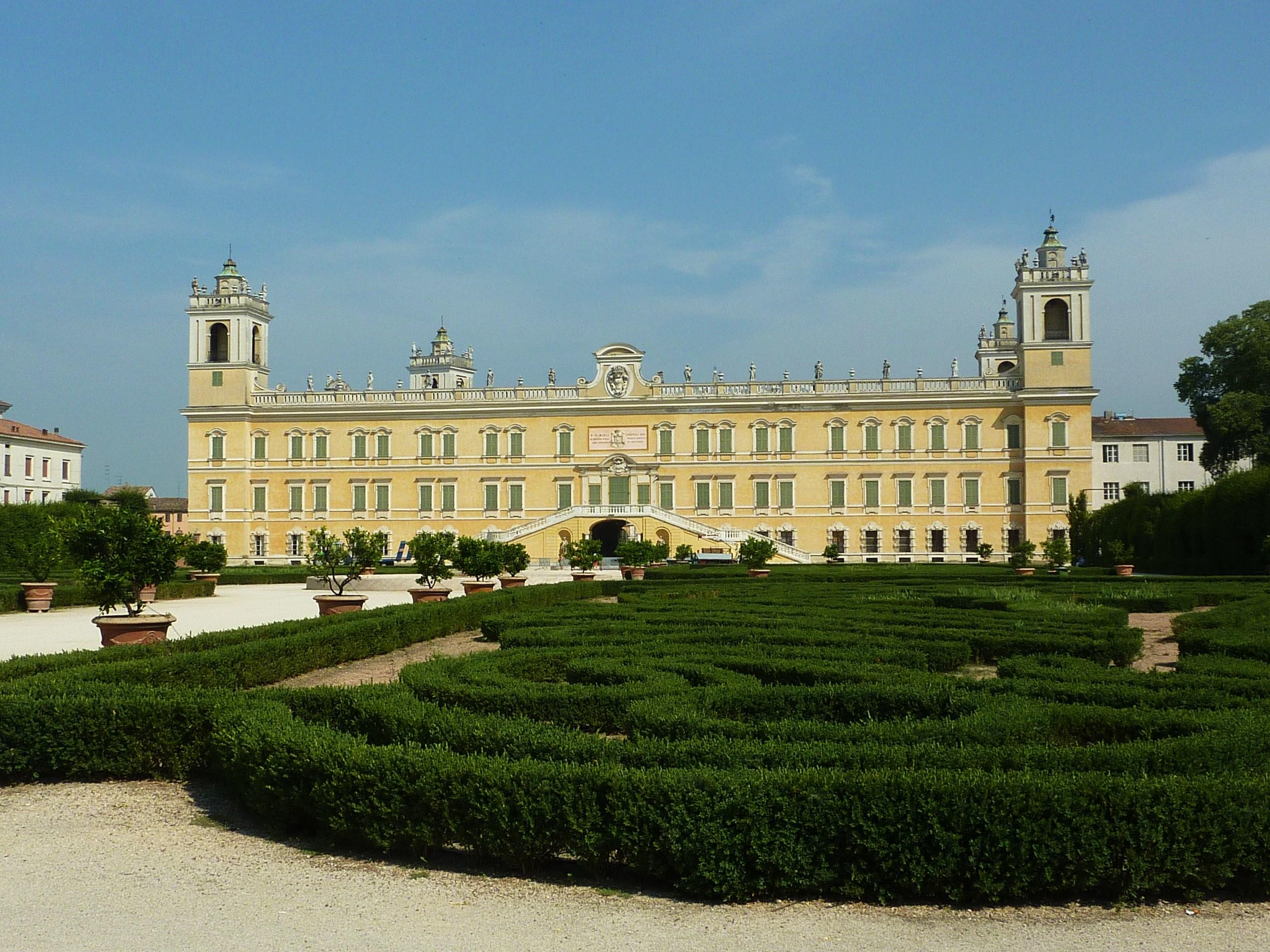
Der Herzogspalast Reggia di Colorno

Colorno ist eine italienische Gemeinde (comune) mit 9080 Einwohnern (Stand 31. Dezember 2023) in der Provinz Parma in der Emilia-Romagna. Die Gemeinde liegt etwa 14 Kilometer nordnordöstlich von Parma und weniger als 4 Kilometer unterhalb des Po. Colorno grenzt unmittelbar an die Provinz Cremona.

## Geschichte
Colorno wird erstmals urkundlich im Jahre 953 erwähnt. Seit der Zeit Friedrichs II. hing die Gemeinde den Guelfen an. Schließlich ging das Lehen an die Terzi und später an den Herzog von Mailand und von dort an die Familie Sanseverino. Unter diesen wurde das Lehen erheblich vergrößert.
Im heutigen Herzogspalast der Farnese hat die ALMA, die Scuola Internazionale di Cucina Italiana, ihren Sitz.

## Verkehr
Durch die Gemeinde führt die frühere Strada Statale 343 Asolana von Parma nach Asola, die heute zur Strada provinciale herabgestuft ist. An der nichtelektrifizierten Bahnstrecke Parma–Brescia besteht ein Bahnhof.

## Sehenswürdigkeiten
Der Herzogspalast wurde von Azzo da Correggio (1303–1362) errichtet und von Ennemond Alexandre Petitot (1727–1801) umgebaut. Er diente als Sommerresidenz der Herzöge von Parma und Piacenza.

## Persönlichkeiten
- Louis Marie de Narbonne-Lara (1755–1813), Kriegsminister unter Ludwig XVI.; General unter Napoleon
- Franco Basaglia (1924–1980), Psychiater, war im Krankenhaus Colornos tätig
- Mattia Pinazzi (* 2001), Radrennfahrer